# Замок Конна
Замок Конна (англ. Conn Castle, ірл. Dún an Conn, Dún an Griffin) — один із замків Ірландії, нині це археологічна пам'ятка, замок не зберігся. Колись стояв на вершині гори Гаут Гед (англ. Howth Head). Давня ірландська назва цієї гори Бен Едайр (ірл. Bean Eadair) — гора Едайра (легендарного воїна). Гора стоїть на березі Ірландського моря, неподалік від Дубліна. На горі нині є маяк, збереглися доісторичні пам'ятки, зокрема, мегалітична споруда — портальна гробниця типу дольмена, одна з найбільших портальних гробниць в Ірландії, кожен камінь її важить понад 90 тонн. Споруду датують періодом неоліту — вважається, що вона була побудована понад 5 000 років тому. Не зрозуміло, як у той час могли це спорудити. Згідно легенд, це є могила Айдін або Етайн Фолтфінн — прекрасної королеви, що одружилася з королем Оскаром, а коли він загинув у битві, померла з горя.
Замок Конна називають ще Гаутським замком або замком Гріффін. Легенди говорять, що в цьому замку жив святий Лаврентій. Будівництво замку приписують верховному королю Ірландії Конну Сто Битв. Також замок пов'язують із верховним королем Ірландії Крімптаном мак Фідахом. Судячи по всьому, фортеця на цьому місці булла побудована в часи залізної доби для захисту Ірландії від нападів із моря. Крім того, фортеця могла мати якісь сакральні функції в часи заселення Ірландії кельтськими племенами. Скелі та море робили цю фортецю неприступною.
За легендою в цьому замку жив верховний король Ірландії Конн Сто Битв після смерті його першої дружини Ейтне і після того, як пропав його перший син Коннла Рудий, тут він зустрів свою другу дружину — Бекуму — королеву, що була вигнана зі свого королівства, тут він ухвалив рішення про вигнання свого сина — Арта Самотнього — спадкоємця трону Ірландії.